# Лушин, Владимир Петрович
Владимир Петрович Лушин (19 декабря 1943 — 17 января 2002) — советский военный моряк-подводник, Герой Советского Союза (4.11.1978). Капитан 1-го ранга (19.02.1981).

## Биография

### Военная служба
Владимир Лушин родился 19 декабря 1943 года в Куйбышеве (ныне — Самара) в семье военнослужащего. В 1960 году окончил среднюю школу во Владивостоке. Учился в Ленинградском высшем инженерном морском училище имени адмирала С. О. Макарова.
В марте 1963 года был призван на службу в Военно-морской флот СССР. В 1966 году он с отличием окончил Ленинградское высшее военно-морское училище имени М. В. Фрунзе. Служил на подводных лодках Северного флота: командиром электронавигационной группы штурманской боевой части пл «К-172», с февраля 1969 — командиром БЧ-1 ПЛ «К-25», с августа 1971 по октябрь 1973 — помощником командира «К-25». 
В 1974 году окончил Высшие специальные офицерские классы ВМФ и продолжил службу на Севере старшим помощником командира ПЛ «К-479». С октября 1976 года капитан 2-го ранга Владимир Лушин командовал атомной подводной лодкой «К-325» 1-й флотилии атомных подводных лодок Северного флота.
22 августа — 7 сентября 1978 года АПЛ «К-325» код командованием В. П. Лушина участвовала в первом в истории ВМФ СССР походе тактической группы АПЛ совместно с «К-212» (командир А. А. Гусев). Советские атомоходы успешно совершили трансарктический подлёдный переход через Северный полюс с Северного флота на Тихоокеанский флот. Командиром похода и тактической группы АПЛ был контр-адмирал Р. А. Голосов, походный штаб которого находился на борту «К-325». Корабли прошли из Баренцева моря северными морями через Берингов пролив в Тихий океан, пройдя часть пути под вековыми льдами, отрабатывая при этом взаимодействие без всплытия. Корабли прошли 4 570 морских миль, из них в подводном положении 3 620 миль, а подо льдами — 1 760 миль.
Указом Президиума Верховного Совета СССР от 4 ноября 1978 года за «успешное выполнение задания командования и проявленное при этом мужество и героизм» капитан 2-го ранга Владимир Петрович Лушин был удостоен звания Героя Советского Союза с вручением ордена Ленина и медали «Золотая Звезда».
В 1980 году окончил с отличием Военно-морскую академию имени А. А. Гречко. С июня 1980 года — заместитель командира дивизии подводных лодок Северного флота, с сентября 1984 года — заместитель командующего 7-й (Атлантической) оперативной эскадрой Северного флота. В 1987 году окончил трехмесячные Академические курсы офицерского состава при Военно-морской академии имени А. А. Гречко. С декабря 1987 по апрель 1990 годов — советник командующего и начальника штаба ВМС Эфиопии. Принимал участие в военных действиях Эритрейской войны на Красном море. С июля 1990 года — командир учебного отряда подводного плавания Беломорской военно-морской базы (город Северодвинск Архангельской области). В сентябре 1994 года в звании капитана 1-го ранга уволен в запас.

### Политическая деятельность
Проживал в Москве, работал в структурах АО «РОСНО», учреждённого Федерацией независимых профсоюзов России, и активно занимался политической деятельностью. Состоял в избирательном блоке «Медведь» и в политической партии «Единство», был членом Политсовета партии. Участвовал в выборах в Госдуму 3-го созыва в 1999 году по партийным спискам избирательного блока «Межрегиональное движение «Единство» (Медведь)» и был избран депутатом Государственной Думы Российской Федерации 3-го созыва. В Госдуме работал заместителем председателя думского комитета по обороне, председателем подкомитета по вопросам оснащения и обеспечения Вооружённых Сил России, в комиссии Государственной думы по договорам СНВ-2, СНВ-3, ПРО. Являлся председателем межфракционной депутатской группы «В поддержку Российского флота». 
Умер 17 января 2002 года, похоронен на кладбище «Миронова Гора» в Северодвинске. Освободившийся после его смерти мандат передан В. К. Журавлеву.

## Награды
- Герой Советского Союза (4.11.1978)
- Орден «За заслуги перед Отечеством» 4-й степени (Российская Федерация, 31.01.2002, посмертно[8])
- Орден Ленина (4.11.1978)
- Орден «За службу Родине в Вооружённых Силах СССР» 3-й степени (1978)
- Ряд медалей СССР
- эфиопский орден Золотого Льва[9]